# حوش إللي وقع منك (فلم)
حوش اللي وقع منك هو فيلم مصري كوميدي بطولة أحمد رزق وبشرى وعلا غانم ،تم عرضه في يوليو 2007 ،من إخراج أحمد الجندي.

## قصة الفيلم
تدور أحداث الفيلم حول شاب يتعرض لمواقف غريبة باستمرار دون علمه أنه ضحية لأحد برامج الكاميرا الخفية، وتتشابه أحداث هذا الفيلم مع أحداث فيلم أمريكي اُنتج عام 1999 اسمه Bowfinger

## الممثلين
- أحمد رزق..بدور حودة.
- بشرى..بدور سارة.
- محمود عبد المغني.. بدور يوسف.
- علا غانم.. بدور منتهى.
- طلعت زين.. بدور عونى مدير القناة التليفزيونية.
- سامي مغاوري.. بدور.
- سعيد طرابيك.
- يوسف عيد.

## فريق العمل
- إخراج :أحمد الجندي.
- قصة وسيناريوو حوار :محمد القوشتى.
- إنتاج :تريلر للإنتاج والتوزيع الفني.
- توزيع :الشركة العربية للإنتاج والتوزيع السينمائي.
- مدير التصوير :أحمد جبر.
- موسيقي تصويرية :نبيل علي ماهر.
- مونتاج :منار حسنى.
- ميكساج :جمعة عبد اللطيف.
- منتج فنى :مصطفى صابر.
- مخرج مساعد :معتز التونى.
- مساعد مخرج أول :خالد الحلفاوي.

## وصلات خارجية
- مقالات تستعمل روابط فنية بلا صلة مع ويكي بيانات